# Аль-Мансур аль-Касим
Аль-Мансур аль-Касим ибн Али аль-Ийяни (араб. القاسم بن علي العياني‎; 922 или 928 — 11.07.1003) был имамом государства Зайдитов в Йемене, который за короткое время восстановил обширное государство Зайдитов в 999-1002 годах.

## Ранняя активность
Аль-Касим ибн Али был Сеидом из Таадж (англ. Tarj) в регионе Хатсам (англ. Khath'am) (ныне в юго-западной части Саудовской Аравии). Его год рождения датируется (с сомнением) 922 или 928 годом. Он был пра-пра-внуком аль-Касим ар-Расси (умер в 860 году), ключевой фигуры в формирующейся из зайдитской ветки из шиитского ислама. Он получил репутацию для религиозного обучения с раннего возраста. В течение многих десятилетий,
зайдитские личности из Йемена посещали его и попросили вмешаться в Йеменское Высокогорье. После смерти зайдитского имама ан-Насир Ахмед в 934 году политические условия стали нестабильными в находящихся под влиянием Зайдитов регионах. В 993 году аль-Касим провозгласил имамат в Тихаме, но его движение потерпел поражение в следующем году от правителя из Мекки. Всё ещё халиф Фатимидов относился к аль-Касиму с уважением и вежливостью.

## Имам Йемена
Аль-Касим вторгся в Йемен в 997 или 998 году и присвоил Саада, традиционную столицу зайдитского домена. Как имам он был известен под именем аль-Мансур аль-Касим. Впоследствии он вернулся в Таадж, и его власть в Йемене немедленно рухнула. Тогда он вернулся снова, вероятно в 999 году. На этот раз он был в состоянии расширить свою власть над обширной областью от Билад Хатс (англ. Bilad Khath) до Санаа. Тем не менее, он не мог обеспечить выход к морю, и низменности Йемена подчинялись династии Зиядов из Забида. Аль-Мансур аль-Касим проживал в Ийяни [англ. Iyyan (Ayyan)], к юго-востоку от Саада, и поэтому стал известен как аль-Ийяни. Он призвал некоторые племена к прохождению военной службы. Один из его приверженцев сочинил поэму в которой подчеркивается восторженный отклик среди соплеменников и роль имама как реставратора:

«Встань и веди народ за собой к справедливости направляя,

темноту и невежество его удали религию твоих предков восстанавливая

дошедшую до исчезновения, и смерть своим противникам принеси.»

## Отречение
Его позиция была все же нестабильнойм, так как другие Рассиды (потомки аль-Касим ар-Расси) утверждали свою власть над зайдитским обществом. После неудачи подчинить непокорные племена Бану Харит в Наджране, он сталкивается с противодействием аль-Малих аль-Ибрагим (англ. al-Malih Ibrahim) и бывшего имама ад-Даи Юсуф. Губернатор Дамара, аз-Зайди, восстал и захватил сына имама Джафара. Примирение состоялось в 1002 году. Аз-Зайди предложил аль-Мансур аль-Касим аль-Ийяни сохранить власть над Bakil и Вада. Имам, однако, предпочёл уйти из управления в целом. Он жил частной жизнью В Madhab и Iyyan где он написал текст в свою защиту. Он умер в следующем году в Iyyan. Как религиозный ученый, он последовал за аль-Касим ар-Расси и аль-Хади иля-ль-Хакк Яхъя в основы и саму сущность, хотя он был также обвинен в богословских отклонениях. После его смерти, имамат был оспорен между его сыном аль-Махди аль-Хусейн и прежним имамом ад-Да’и Юсуф.